# وانچا
وانچا (اسلوونیایی: Vaneča) یک زیستگاه انسانی در اسلوونی است که در Prekmurje واقع شده‌است.

## خصوصیات
وانچا ۵٫۹۴ کیلومترمربع مساحت و ۴۱۰ نفر جمعیت دارد و ۲۳۶٫۱ متر بالاتر از سطح دریا واقع شده‌است.